# 加维拉内斯
加维拉内斯，是西班牙卡斯蒂利亚-莱昂阿维拉省的一个市镇。 总面积29km2, 总人口706人（2001年），人口密度24人/km2。